# Surja, Camenița
Surja (în ucraineană Суржа) este un sat în comuna Kadîiivți din raionul Camenița, regiunea Hmelnîțkîi, Ucraina.

## Demografie
Componența lingvistică a localității Surja
     Ucraineană (99,03%)
     Alte limbi (0,97%)
Conform recensământului din 2001, majoritatea populației localității Surja era vorbitoare de ucraineană (99,03%), existând în minoritate și vorbitori de alte limbi.